# Aloys Kontarsky
Aloys Kontarsky (ur. 14 maja 1931 w Iserlohn, zm. 22 sierpnia 2017 w Kolonii) – niemiecki pianista i pedagog.

## Życiorys
W latach 1952–1955 studiował w Hochschule für Musik w Kolonii u Else Schmitz-Gohr (fortepian) i Mauritsa Franka (kameralistyka). Od 1955 do 1957 roku kontynuował naukę fortepianu u Eduarda Erdmanna w Hamburgu. Od 1952 roku do połowy lat 80. XX wieku występował w duecie fortepianowym wraz z bratem, Alfonsem Kontarsky’m, wspólnie z którym w 1955 roku zdobył 1. nagrodę w konkursie ogłoszonym przez Radio Bawarskie w Monachium. Występował też z wiolonczelistą Siegfriedem Palmem. Wykonywał głównie dzieła muzyki współczesnej. Karierę pianisty musiał przerwać na skutek paraliżu ręki.
W latach 1960–1969 brał udział jako wykładowca i wykonawca w Międzynarodowych Letnich Kursach Nowej Muzyki w Darmstadcie. Współpracował z Karlheinzem Stockhausenem, w 1966 roku wykonał w Darmstadcie jego cykl Klavierstücke. Od 1969 roku wykładał w Hochschule für Musik w Kolonii.